# Пожоджень
Пожоджень, Пожоджені (рум. Pojogeni) — село у повіті Горж в Румунії. Адміністративно підпорядковане місту Тиргу-Кербунешть.
Село розташоване на відстані 215 км на захід від Бухареста, 17 км на схід від Тиргу-Жіу, 78 км на північ від Крайови.

## Населення
За даними перепису населення 2002 року у селі проживали 986 осіб, з них 985 осіб (99,9%) румунів. Рідною мовою 985 осіб (99,9%) назвали румунську.